# Stanhopea frymirei
Stanhopea frymirei là một loài lan đặc hữu của Ecuador.